# De Ark van Stekeltje
De Ark van Stekeltje was een Nederlands kinderprogramma dat werd uitgezonden door de televisieomroep EO. Het werd uitgezonden in de jaren negentig. In het programma worden de rollen gespeeld door menselijke acteurs en poppen, zoals het hoofdpersonage Stekeltje.

## Verhaal

### De Ark
Stekeltje is de bewoner van de ark. Samen met de Rode Buurvrouw vangt hij zieke, zwakke, gezonde, gewonde dieren en dieren die alleen zijn, op.  Niemand weet waar de Ark van Stekeltje staat. Alleen Stekeltje zelf en de Rode Buurvrouw. In het boek van de Ark staat een raadsel. Het raadsel gaat altijd over een speciaal dier. Stekeltje belt altijd zijn vriendje Hoorntje op, omdat Hoorntje alle dieren kent. Die gaat dan op onderzoek uit.

### Personages

#### Stekeltje
Stekeltje woont in de ark. Elke week krijgt hij bezoek van de Rode buurvrouw. Elke week leest hij in het boek van de ark om te kijken welk dier er in de ark kan komen wonen. Daarvoor belt hij dan Hoorntje op. Stekeltje heeft het profiel van een autoband in zijn voorhoofd, wat erop duidt dat hij ooit overreden is. Hij is een egel.

#### Hoorntje
Hoorntje reist de hele wereld af op zoek naar het dier dat in het boek van de Ark staat. Hij vraagt altijd eerst aan zijn vader of hij het dier mag gaan opzoeken en gaat daarna op reis. Hoorntje heeft altijd een ijsje in zijn hand. Hoorntje is een neushoorn.

#### Rode Buurvrouw
Zij komt elke week op bezoek om een liedje voor Stekeltje en de dieren te zingen. Haar naam is afgeleid van het feit dat zij rood haar heeft en altijd rode kleding aan heeft.

#### Arthur de Mol
Arthur de Mol denkt altijd heel diep na en heeft altijd veel vragen. Met zijn vragen gaat hij dan naar Meester Prikkebeen. Arthur is een mol.

#### Spijkertje
Spijkertje is niet zo wijs, al denkt hij zelf dat hij de slimste van de hele wereld is! Hij lijkt wel een beetje op Stekeltje, alleen heeft hij spijkers in zijn kop. Een ander verschil is dat Stekeltje altijd anderen wil helpen en Spijkertje juist meestal alleen aan zichzelf denkt. Hij heeft een grote mond, maar toch ook wel een klein hartje! Spijkertje is net als Stekeltje een egel.

#### Meester Prikkebeen
Meester Prikkebeen woont in een holle boom. Hij houdt heel veel van boeken en hij leest Arthur de Mol altijd een verhaal voor uit het grote Boek.

## Rolverdeling
Stekeltje, Hoorntje, Arthur de Mol, Spijkertje en alle andere dieren werden allemaal gespeeld door Aad Peters, de Rode Buurvrouw door Elly Zuiderveld-Nieman en Meester Prikkebeen door Rikkert Zuiderveld.